# Selaginella nanchuanensis
Selaginella nanchuanensis là một loài dương xỉ trong họ Selaginellaceae. Loài này được Z.Y. Liu mô tả khoa học đầu tiên..
Danh pháp khoa học của loài này chưa được làm sáng tỏ. 